# 꽃얼굴박쥐
꽃얼굴박쥐(Anthops ornatus)는 잎코박쥐과에 속하는 박쥐의 일종이다. 꽃얼굴박쥐속(Anthops)의 유일종이다. 파푸아뉴기니의 부건빌 자치주와 솔로몬 제도에서 발견된다. 희귀하고 거의 알려져 있지 않으며, 열대 습윤 숲과 마을 주택 근처를 나는 것이 발견되기도 한다.